# Кеньон, Фредерик Кортленд
Фредерик Кортленд Кеньон (англ. Frederick Courtland Kenyon; 22 ноября 1867 года — 11 января 1941 года) — американский зоолог и анатом, известный благодаря исследованиям анатомии мозга насекомых. В 1896 году опубликовал работу, в которой впервые описал нейроны в грибовидных телах медоносной пчелы. Позднее такие же нейроны были открыты у других насекомых и получили название клеток Кеньона.

## Биография
Родился в Хартфорде, столице штата Коннектикут, в семье торговца обувными изделиями. В 1887 году вместе с родными переехал в Линкольн, где в 1893 году получил степень бакалавра в университета штата. Докторскую степень получил в 1895 году в Университета Тафтса, где занимался изучением многоножек Pauropoda. Около двух лет проработал в Университете Кларка, где и подготовил свою знаменитую работу, посвященную грибовидным телам медоносной пчелы. Отличался странностями поведения и 25 ноября 1899 года был помещен в психиатрическую лечебницу в Вашингтоне, где и умер сорок с лишним лет спустя.